# Gervatius Uri Khob
Gervatius Uri Khob (né le 3 avril 1972) est un footballeur international namibien des années 1990.

## Buts en sélection
| Buts en sélection de Gervatius Uri Khob | Buts en sélection de Gervatius Uri Khob | Buts en sélection de Gervatius Uri Khob | Buts en sélection de Gervatius Uri Khob | Buts en sélection de Gervatius Uri Khob | Buts en sélection de Gervatius Uri Khob | Buts en sélection de Gervatius Uri Khob            |
|                                         | Date                                    | Lieu                                    | Adversaire                              | Score                                   | Résultat                                | Compétition                                        |
| --------------------------------------- | --------------------------------------- | --------------------------------------- | --------------------------------------- | --------------------------------------- | --------------------------------------- | -------------------------------------------------- |
| 1.                                      | 16 juin 1996                            | Maputo (Mozambique)                     | Mozambique                              | 1-1 (1 but à 84e)                       | 1-1                                     | Coupe du monde de football de 1998 (éliminatoires) |
| 2.                                      | 8 juin 1997                             | Accra (Ghana)                           | Liberia                                 | 2-1 (1 but à 82e)                       | 1-1                                     | Coupe du monde de football de 1998 (éliminatoires) |
| 3.                                      | 21 juin 1997                            | Nairobi (Kenya)                         | Kenya                                   | 1-0 (1 but à 35e)                       | 1-0                                     | CAN 1998 (éliminatoires)                           |
| 4.                                      | 12 février 1998                         | Bobo-Dioulasso (Burkina Faso)           | Angola                                  | 1-0 (1 but à 20e)                       | 3-3                                     | CAN 1998                                           |
| 5.                                      | 12 février 1998                         | Bobo-Dioulasso (Burkina Faso)           | Angola                                  | 3-1 (1 but à 51e)                       | 3-3                                     | CAN 1998                                           |